# Dichromadora tobaensis
Dichromadora tobaensis is een rondwormensoort uit de familie van de Chromadoridae. De wetenschappelijke naam van de soort is voor het eerst geldig gepubliceerd in 1937 door Schneider.